# Castilleja altorum
Castilleja altorum là loài thực vật có hoa thuộc họ Cỏ chổi. Loài này được Standl. & Steyerm. mô tả khoa học đầu tiên năm 1944.